# Grace Brown

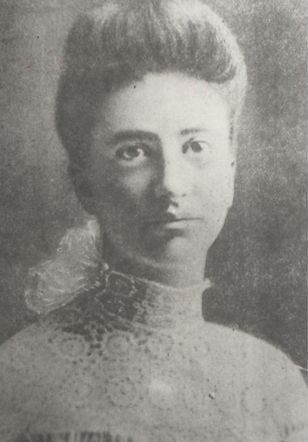
Grace Brown

Grace Mae Brown (20 de março de 1886 – 11 de julho de 1906) foi uma estadunidense cujo assassinato causou grande sensação em todo os Estados Unidos. A sua vida inspirou a personagem Roberta Alden no romance de Theodore Dreiser, An American Tragedy, assim como no livro de Jennifer Donnelly, A Northern Light. Os fatos do real assassinato são lembrados em dois livros não-fictícios, Adirondack Tragedy: The Gillette Murder Case of 1906, escrito por Joseph W. Brownell e Patricia A. Wawrzaszek, e Murder in the Adirondacks: An American Tragedy Revisited, por Craig Brandon.

## Infância
Brown cresceu em South Otselic, Nova York, filha de um bem-sucedido agricultor do Condado de Chenango. Ela teria ganhado o apelido de "Billy" por gostar da canção contemporânea da época Won't You Come Home Bill Bailey; Brown frequentemente assinava suas cartas de amor como "The Kid", em referência ao fora da lei Billy the Kid. Ela frequentou a escola secundária do condado, e se tornou amiga íntima de sua professora, Maud Kenyon Crumb, e seu marido. Em 1904, ela se mudou para a vizinha Cortland, Nova York para viver com uma irmã casada, e foi trabalhar na empresa de saias da Gillette.

## Romance

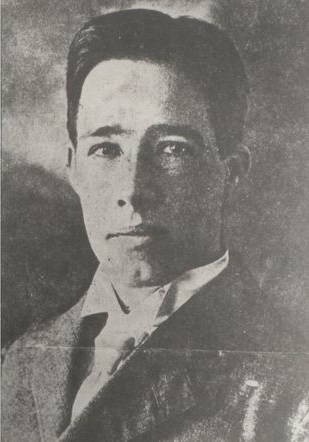
Chester Gillette

Chester Gillette, sobrinho do proprietário, mudou-se para Cortland em 1905 e começou um relacionamento romântico e sexual com Brown. Na primavera de 1906, Brown percebeu que estava grávida e ela voltou para a casa de seus pais. Gillette concordou em levá-la para o Adirondacks, aparentemente prometendo casamento; embora Brown tenha embalado seu guarda-roupa inteiro para a viagem, enquanto que Gillette levava apenas uma pequena mala. Alguns historiadores do século XXI conjeturam que Gillette tinha apenas prometido levar Brown para uma casa de mães solteiras em Nova York. Gillette e Brown foram de trem e ônibus para o Big Moose Lake, no Condado de Herkimer, New York.

## Suicídio ou assassinato
Em 11 de julho, eles foram vistos remando no lago perto de Covewood Lodge. Acredita-se que Gillette tenha atingido Brown na cabeça com uma raquete de tênis, resultando em sua queda no lago e seu consequente afogamento. Gillette voltou. O corpo de Brown foi encontrado no dia seguinte, e Gillette foi preso na cidade vizinha de Inlet, Nova York. A defesa no julgamento tentou explicar que Grace começou a ficar agitada em determinado momento e se jogou dentro do lago. Gillette testemunhou: "Nós conversamos um pouco mais, e em seguida ela se levantou e pulou na água; simplesmente pulou".

## Cartas
No quarto alugado de Gillette, as autoridades confiscaram cartas de amor para Brown Gillette como prova. O procurador distrital George Ward leu as cartas em voz alta para o tribunal durante o julgamento, no outono de 1906, e cartas de Brown receberam a atenção da imprensa nacional. Brown pedia a Gillette em suas cartas para que ele aceitasse a responsabilidade por sua condição de grávida. Em sua carta final, escrita em 5 de julho, Brown vislumbrou sua iminente viagem para Adirondack com Gillette, dizendo adeus a sua casa de infância em Otselic, desejando revelar sua gravidez para sua mãe: "Eu sei que eu nunca vou ver qualquer um deles novamente e como eu amo mamãe! Não sei o que vou fazer sem ela(…) Às vezes eu acho que se eu pudesse dizer à mamãe, mas eu não posso. Ela já tem problemas suficiente, e eu não poderia quebrar seu coração assim. Se eu voltar morta, talvez ela não saiba, e não vá fica brava comigo.
Cópias das cartas de Brown foram publicadas em forma de folheto e até mesmo vendidos fora do tribunal onde era feito o julgamento. Theodore Dreiser parafraseou muitas das cartas reais em An American Tragedy, citando a carta final, quase literalmente; todavia, nenhuma das versões para o cinema (o filme de 1931, nem a adaptação para o cinema de 1951) incorporou as letras. Jennifer Donnelly usaria muitas das cartas reais em A Northern Light. Cartas escritas entre os dois, bem como o diário de Gillette, foram doadas para a Hamilton College.

## Julgamento
O julgamento durou três semanas e resultou em um veredicto de culpado. O tribunal de apelações de Nova York confirmou a sentença, e o governador Charles Evans Hughes se recusou a conceder clemência.
Gillette foi executado em 30 de março de 1908 pela cadeira elétrica.

## Livros (em inglês)
- Brandon, Craig: Murder in the Adirondacks; Utica, New York; North Country Books, Inc, 1986, 1995.
- Brownell, Josheph and Wawrzaszek, Patricia: Adirondack Tragedy; Interlaken, New York; Heart of the Lakes Publishing, 1986.
- Thompson, Herold W. Body: Boots and Britches; Cantry, New York; Syracuse University Press, 1939, 1967.

### Televisão
- Murder on Big Moose? Diretor; Linda Marie Randulfe, Produtor, reporter, e escritor; Rochelle Cassella; Public Broadcasting Council of CNY, 1988.
- Unsolved Mysteries: Produtor Executivo Terry Dunn Meurer e John Cosgrove, apresentador; Robert Stack; CBS Broadcasting, 1996.

## Opera
An American Tragedy: Tobias Picker; a opera estreou em 2005 no Lincoln Center.